# Steven Seagal
Steven Frederic Seagal /sᵻˈɡɑːl/ (ur. 10 kwietnia 1952 w Lansing) – amerykański aktor kina akcji, reżyser, scenarzysta, producent filmowy i muzyk, który posiada również serbskie i rosyjskie obywatelstwo.

## Życiorys

### Młodość
Jest synem Patricii (Irlandki) i nauczyciela matematyki stosowanej na Uniwersytecie w Berkeley, Stephana (jego rodzice byli rosyjskimi Żydami, którzy wyemigrowali do Stanów Zjednoczonych). Ukończył Buena High School w Wirginii.
Początki jego kariery nie są związane z filmem. W 1971 r. Seagal wyjechał do Japonii, gdzie pracował jako dziennikarz i nauczyciel języka angielskiego . Jednocześnie kształcił swoje umiejętności we wschodnich stylach walki i został nauczycielem aikido. W życiu prywatnym, tak samo, jak i w walce, był bardzo żywiołową osobą. Uwiódł Miyako Fujitani, córkę swego nauczyciela aikido, a gdy okazało się, że dziewczyna jest w ciąży, poślubił ją. Po wyjeździe z Japonii przez pewien czas podróżował po świecie.

### Kariera filmowa
W 1982 r. powrócił do Stanów Zjednoczonych i w Hollywood rozpoczął nauczanie karate. Uczył także aktorów w Hollywood, między innymi Seana Connery’ego. Jego uczeń Michael Ovitz, szef agencji aktorskiej, zaaranżował spotkanie z właścicielami wytwórni „Warner Bros”, na którym Steven Seagal zaprezentował swoje predyspozycje i w rezultacie otrzymał propozycję kontraktu. Rok później zadebiutował przed kamerami rolą w filmie Nico-Ponad Prawem (About the Law), w którym partnerowała mu Sharon Stone. Produkcja przyniosła aktorowi rozpoznawalność. W następnym filmie pt. Hard to Kill (Wygrać ze śmiercią) zagrał z modelką Kelly LeBrock, swoją trzecią żoną. Choć kolejne role nie przyniosły mu uznania w oczach krytyków, szybko umocniły jego pozycję jako odtwórcy postaci „twardych facetów” i obok takich gwiazd kina akcji, jak Arnold Schwarzenegger, Jean-Claude Van Damme, Chuck Norris czy Sylwester Stallone, na stałe wszedł do światowej historii kina. W 1994 r. zadebiutował jako reżyser w filmie Na zabójczej ziemi, w którym zagrał także główną rolę. W późniejszym okresie został również producentem. Zrealizował m.in. film Liberator.

### Działalność muzyczna

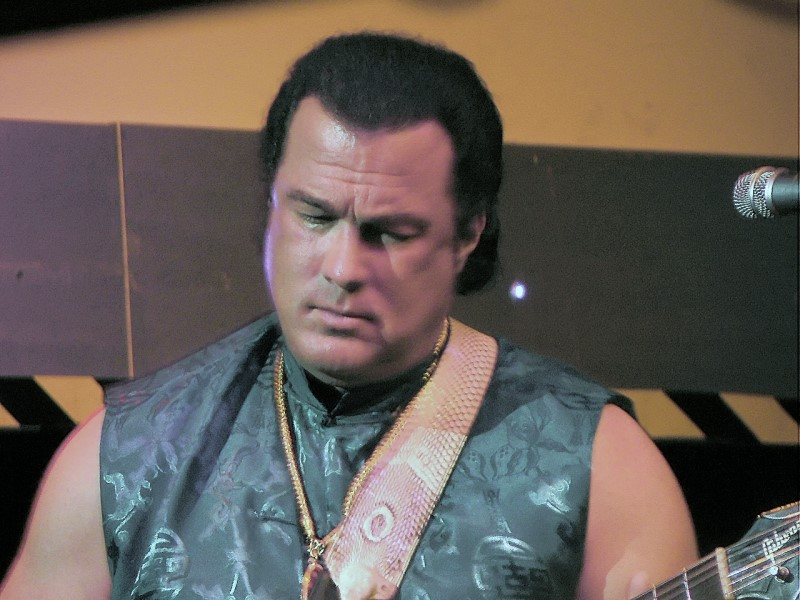
W Glasgow (2007)

Seagal podjął także działalność muzyczną i gra na gitarze. Nagrał dwa albumy: Songs from the Crystal Cave (2005) i Mojo Priest (2006). W 2006 r., wraz ze swoim zespołem Thunderbox, występował w Ameryce i Europie. 10 sierpnia 2014 roku zagrał koncert dla prorosyjskich separatystów na Krymie. Współpracował z wieloma muzykami, takimi jak: James Burton, Vince Gill, Leon Russell, Taj Mahal, Richie Sambora i Delbert Maclinton. Jego utwory wykorzystane zostały w niektórych jego filmach.

## Życie prywatne

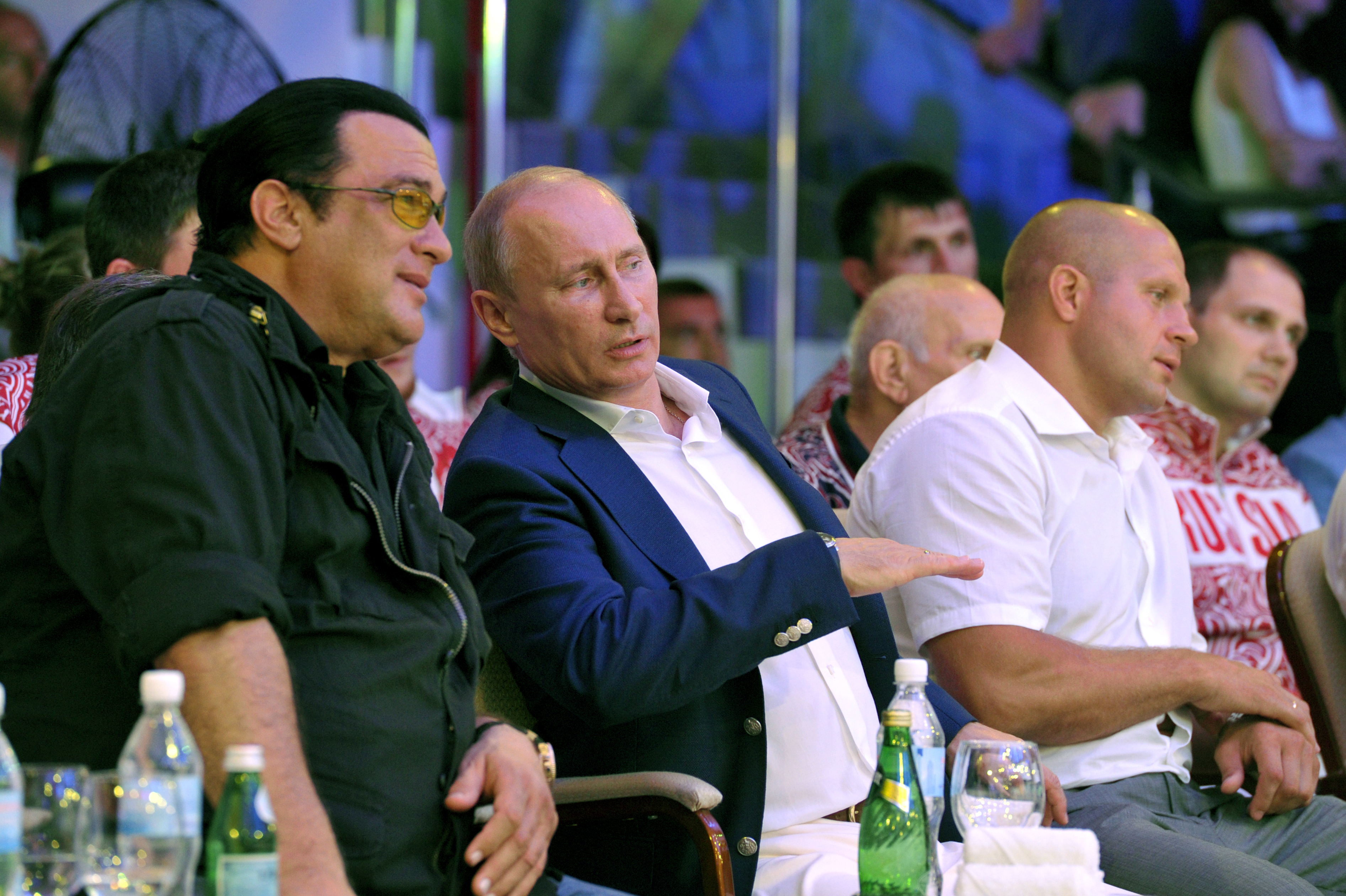
Seagal, Putin i Jemieljanienko (2012)

Czterokrotnie żonaty. Jego pierwszą żoną w latach 1975–1986 była Miyako Fujitani, z którą ma dwójkę dzieci: Kentaro Seagal (ur. 1976) i Ayako Fujitani (ur. 1979). W 1984 był krótko żonaty z Adrienne La Russa, małżeństwo anulowano. 5 września 1987 roku poślubił Kelly LeBrock, z którą ma trójkę dzieci – Annalizę (ur. 1987), Arissę (ur. 1993) i Dominicka (ur. 1990). Para rozwiodła się w 1996 roku. W 2009 roku zawarł związek małżeński z Erdenetuyą Batsukh, z którą ma jedno dziecko. Aktor ma także córkę Savannah (ur. 1996) z Arissą Wolf.
Ukończył akademię policyjną. Został zastępcą szeryfa w parafii Jefferson (odpowiednik hrabstwa) w Luizjanie. Interesuje się buddyzmem tybetańskim. Oprócz sztuk walki poznawał także medycynę naturalną, między innymi akupunkturę i ziołolecznictwo.
W 2016 roku otrzymał obywatelstwo serbskie i rosyjskie. Twierdzi publicznie, że jest „...Rosjaninem a Rosja to jego dom”.
Utworzył firmę Zhara Fight z siedzibą w Rosji, która promować ma wydarzenia na żywo – walki MMA i boks. 30 maja 2018 odbyła się impreza inauguracyjna w Vegas City Hall.
W 2018 roku Ministerstwo Spraw Zagranicznych Federacji Rosyjskiej powierzyło mu funkcję „specjalnego przedstawiciela do spraw stosunków humanitarnych pomiędzy Rosją a Stanami Zjednoczonymi”, a w 2020 został członkiem rosyjskiej nowo utworzonej przez Zachara Prilepina partii „Sprawiedliwa Rosja – Za Prawdę”. Po inwazji Rosji na Ukrainę w 2022 agencja RIA Nowosti opublikowała informację, że Seagal w rozmowie z dziennikarzami miał powiedzieć, że „nigdy nie zrezygnuje z rosyjskiego paszportu” i że „codziennie spotyka się z rusofobią”.

## Konflikty z aktorami i inne kontrowersje

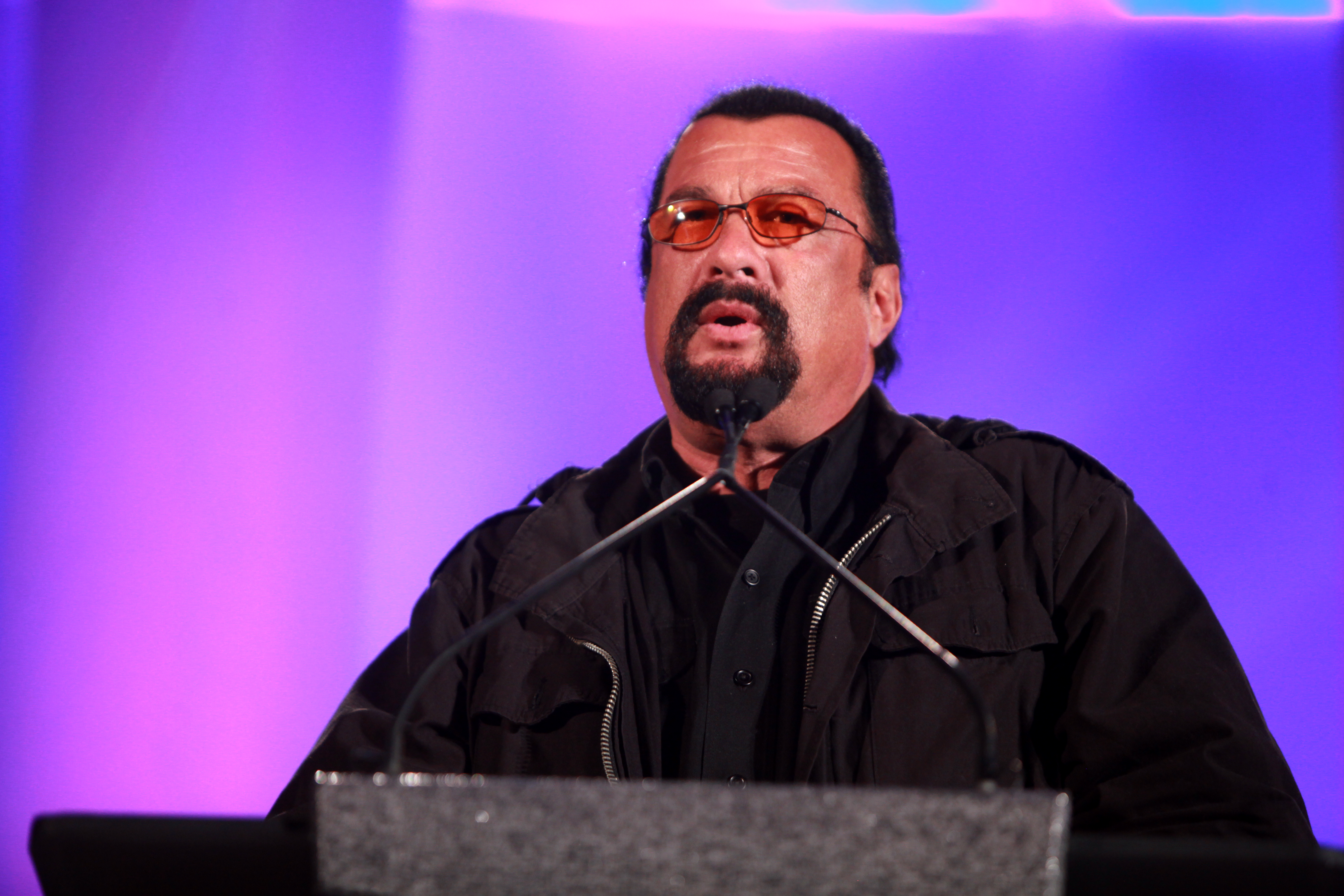
Steven Seagal (2014)

W wywiadzie udzielonym dla Los Angeles Times w 1988 roku powiedział, że pracował dla CIA, ze względu na swą znajomość sztuk walki oraz umiejętności językowe. Stwierdził też, że w 1979 roku pomagał szachowi Iranu Mohammadowi Pahlawiemu oraz członkom jego rodziny w bezpiecznej ucieczce z kraju i ochraniał ich domy w Londynie i Paryżu. Przypisał też sobie, że ochraniał abp. Desmonda Tutu oraz egipskiego prezydenta Sadata. CIA nie potwierdziło, by przeprowadzało takie operacje. Podczas kręcenia filmu Nico w 1988 roku stwierdził, że niektóre fragmenty filmu są „bardzo autobiograficzne” .
Zna dalekowschodnie sztuki walki – aikido, judo, karate, kendo i kung-fu. Aktor twierdził też, że aikido uczył go sam Morihei Ueshiba. Tymczasem Ueshiba zmarł, zanim Seagal przybył do Japonii.
Seagal był krytykowany przez byłych kaskaderów, którzy mieli okazję pracować z nim w filmach. Kane Hodder, Stephen Quadros, oraz Gene LeBell zarzucali Seagalowi, że uderza ich intencjonalnie. W podobny sposób wypowiadali się o nim niektórzy aktorzy. Sean Connery powiedział, że podczas kręcenia filmu Never Say Never Again Seagal złamał mu nadgarstek.
Seagal miał wiele procesów ze strony aktorek, zarzucających mu molestowanie. Takie zarzuty postawiły mu m.in. Portia de Rossi i Rachel Grant.
W 1997 podczas przyjęcia w domu Sylvestra Stallone w Miami, Seagal przechwalał się, że skopałby tyłek Van Damme’owi. Van Damme zaoferował wtedy Seagalowi, aby wyszli na zewnątrz domu i sprawdzili kto jest lepszy. Jednak Seagal przeprosił wszystkich i opuścił spotkanie. Wieczorem tego samego dnia ponownie spotkali się w klubie nocnym. Van Damme ponownie złożył ofertę Seagalowi, jednak do walki nie doszło. Według Stallone’a Seagal wystraszył się Van Damme’a.
W 1997 roku lama Penor Rinpocze ogłosił, że Steven Seagal nosi w sobie ducha XVII-wiecznego mistrza buddyjskiego o imieniu Czungdrag Dordże, który z powodu współczucia dla cierpienia istot żywych odrodził się, aby pomóc wszystkim istotom osiągnąć oświecenie. Seagal złożył hojną darowiznę na rzecz klasztoru Penora Riponcze.
Podczas kręcenia filmu Uprowadzona 3, Seagal obraził Liama Neesona zarzucając mu, że nie potrafi walczyć jak prawdziwa gwiazda kina akcji.
Od 2014 roku aktywnie wspiera rosyjską agresję na Ukrainę występując dla prorosyjskich separatystów w Donbasie oraz udzielając wywiadów w rosyjskiej telewizji gdzie powiela tezy na temat rosyjskiej agresji na Ukrainę. W 2022 roku zapowiedział stworzenie filmu dokumentalnego mającego usprawiedliwiać rosyjską agresję na Ukrainę. Twierdzi, że na Ukrainie wciąż rządzą i walczą naziści. Powiela stwierdzenia rosyjskiej propagandy o ofensywnej roli NATO (w tym Polski, Niemiec i USA), które jakoby miało stwarzać zagrożenie dla Rosji.
W 2023 roku został odznaczony Orderem Przyjaźni przez Władimira Putina. Z kolei w 2024 wziął udział w inauguracji kolejnej kadencji prezydenckiej rosyjskiego dyktatora.

## Filmografia

### Aktor
- 1988: Nico (Above the Law) jako Nico Toscani
- 1990: Wygrać ze śmiercią (Hard to Kill) jako Mason Storm
- 1990: Wybraniec śmierci (Marked for Death) jako John Hatcher
- 1991: Szukając sprawiedliwości (Out for Justice) jako Gino Felino
- 1992: Liberator (Under Siege) jako Casey Ryback
- 1994: Na zabójczej ziemi (On Deadly Ground) jako Forrest Taft
- 1995: Liberator 2 (Under Siege 2: Dark Territory) jako Casey Ryback
- 1996: Krytyczna decyzja (Executive Decision) jako Płk. Augustin Travis
- 1996: Nieuchwytny (The Glimmer Man) jako James Cole
- 1997: W morzu ognia (Fire Down Below) jako Jack Taggart
- 1998: Mój przyjaciel olbrzym (My Giant) jako on sam
- 1998: Patriota (The Patriot) jako Wesley McClaren
- 2001: Mroczna dzielnica (Exit Wounds) jako Orin Boyd
- 2001: Terrorysta (Ticker) jako Glass
- 2002: Wpół do śmierci (Half Past Dead) jako Sasha
- 2003: Cudzoziemiec (The Foreigner) jako Jonathan Cold
- 2003: Czas zemsty (Out for a Kill) jako profesor Robert Burns
- 2003: Bestia (Belly of the Beast) jako Jake Hopper
- 2004: Poza zasięgiem (Out of Reach) jako Billy Ray Lancing
- 2004: Clementine jako Jack Miller
- 2005: W stronę słońca (Into the Sun) jako Travis Hunter
- 2005: Zatopieni (Submerged) jako Chris Cody
- 2005: Prowokacja (Today You Die) jako Harlan Banks
- 2005: Czarny świt (Black Dawn) jako Jonathan Cold
- 2006: Najemnik (Mercenary for Justice) jako John Seeger
- 2006: Nieobliczalny (Shadow Man) jako Jack Foster
- 2006: Siła rażenia (Attack Force) jako Marshall
- 2007: Szalony lot (Flight of Fury) jako John Sands
- 2007: Sprawiedliwość ulicy (Urban Justice) jako Simon Ballister
- 2008: Gra o życie (Pistol Whipped) jako Matt
- 2008: Wiadomości bez cenzury (The Onion Movie) jako Cockpuncher
- 2008: Zabójczy cel (Kill Switch) jako detektyw Jacob King
- 2009: Naprzeciw ciemności (Against the Dark) jako komandor Tao
- 2009: Żądza śmierci (Driven to Kill) jako Rusłan
- 2009: Protektor (The Keeper) jako Rolland Sallinger
- 2009: Steven Seagal: Na straży prawa (Steven Seagal: Lawman) jako on sam
- 2010: Niebezpieczny człowiek (A Dangerous Man) jako Shane Daniels
- 2010: Maczeta (Machete) jako Torrez
- 2010: Sheep Impact jako Paul Weland
- 2011: W odwecie za śmierć (Born to Raise Hell) jako Robert „Bobby” Samuels
- 2011: Bez litości (True Justice albo Deadly Crossing) jako Elijah Kane
- 2012: Najwyższy wyrok (Maximum Conviction) jako Tom Steele
- 2013: Demonstracja Siły (Force of Execution) jako Alexander Coates
- 2014: Koniec Gry (The Game Over) jako żołnierz
- 2015: Człowiek zasad (Absolution) jako Alexander
- 2014: W imię zasad (A Good Man) jako Alexander
- 2016: Kodeks Sprawiedliwego (Code of Honor) jako Robert Sikes
- 2016: Snajper (Sniper) jako Jake
- 2016: Triumf sprawiedliwości (End of a Gun) jako Decker
- 2017: Zabić Salazara (Killing Salazar) jako John Harrison
- 2018: Wyniszczenie Wyniszczenie jako Axe
- 2019: Naczelny dowódca jako Aleksander
- 2020: Nad prawem (Beyond the law) jako Augis Finn
- 2020: Primet Target (Cel)

### Występy gościnne
- 1988–1997: Roseanne jako on sam
- 2003: 20h10 pétantes jako on sam

### Zdjęcia archiwalne
- 2002: Who Is Alan Smithee? jako on sam

### Scenarzysta
- 2005: W stronę słońca (Into the Sun)

### Reżyser
- 1994: Na zabójczej ziemi (On Deadly Ground)

### Producent
- 1988: Nico (Above the Law)
- 1990: Wybraniec śmierci (Marked for Death)
- 1991: Szukając sprawiedliwości (Out for Justice)
- 1992: Liberator (Under Siege)
- 1994: Na zabójczej ziemi (On Deadly Ground)
- 1995: Liberator 2 (Under Siege 2: Dark Territory)
- 1996: Nieuchwytny (The Glimmer Man)
- 1997: W morzu ognia (Fire Down Below)
- 1998: Patriota (The Patriot)
- 1998: Not Even the Trees
- 2000: Książę z Central Parku (Prince of Central Park)
- 2002: Wpół do śmierci (Half Past Dead)
- 2003: Cudzoziemiec (The Foreigner)
- 2003: Czas zemsty (Out for a Kill)
- 2003: Bestia (Belly of the Beast)
- 2004: Poza zasięgiem (Out of Reach)
- 2004: Clementine
- 2005: W stronę słońca (Into the Sun)
- 2005: Czarny świt (Black Dawn)
- 2005: Prowokacja (Today You Die)
- 2006: Shadows of the Past

### Producent wykonawczy
- 2001: The Path Beyond Thought
- 2004: Poza zasięgiem (Out of Reach)
- 2005: Zatopieni (Submerged)
- 2005: Maan lone
- 2006: Mercenary for Justice
- 2006: Harvester

## Nagrody i nominacje
W 1995 roku został nominowany do Złotej Maliny za film Na zabójczej ziemi w trzech kategoriach (najgorszy aktor, najgorsze zdjęcia, najgorszy reżyser). Wygrał w jednej kategorii, jako najgorszy reżyser. W roku 1997 został nominowany za film Krytyczna decyzja w kategorii najgorszy wspierający aktor. W 1998 roku został nominowany za film W morzu ognia w czterech kategoriach, a w roku 2003 za film Wpół do śmierci jako najgorszy aktor.